# Obernaundorf
Obernaundorf ist ein Ortsteil von Rabenau im sächsischen Landkreis Sächsische Schweiz-Osterzgebirge.

## Geografie
Obernaundorf ist ein etwa 1,3 Kilometer langes Waldhufendorf, das sich in westliche Richtung von den oberen Poisenhäusern nach Eckersdorf hin erstreckt. Der Ort liegt auf etwa 300 m ü. NN an der Grenze des Osterzgebirges. Im Ortsteil Obernaundorf leben rund 300 Einwohner (2004).
Nahe dem Freigut entspringt der Vorholzbach sowie in der Geßliche das gleichnamige Bächlein. Im Nordosten erhebt sich der Wachtelberg (369,3 m über Meereshöhe), im Nordwesten der Kahler-Berg (335,2 m über Meereshöhe).

### Nachbarorte
| Schweinsdorf | Niederhäslich                               | Neu-Welschhufe |
| Eckersdorf   | Kompassrose, die auf Nachbargemeinden zeigt | Wilmsdorf      |
| Rabenau      | Oelsa                                       | Börnchen       |

## Geschichte

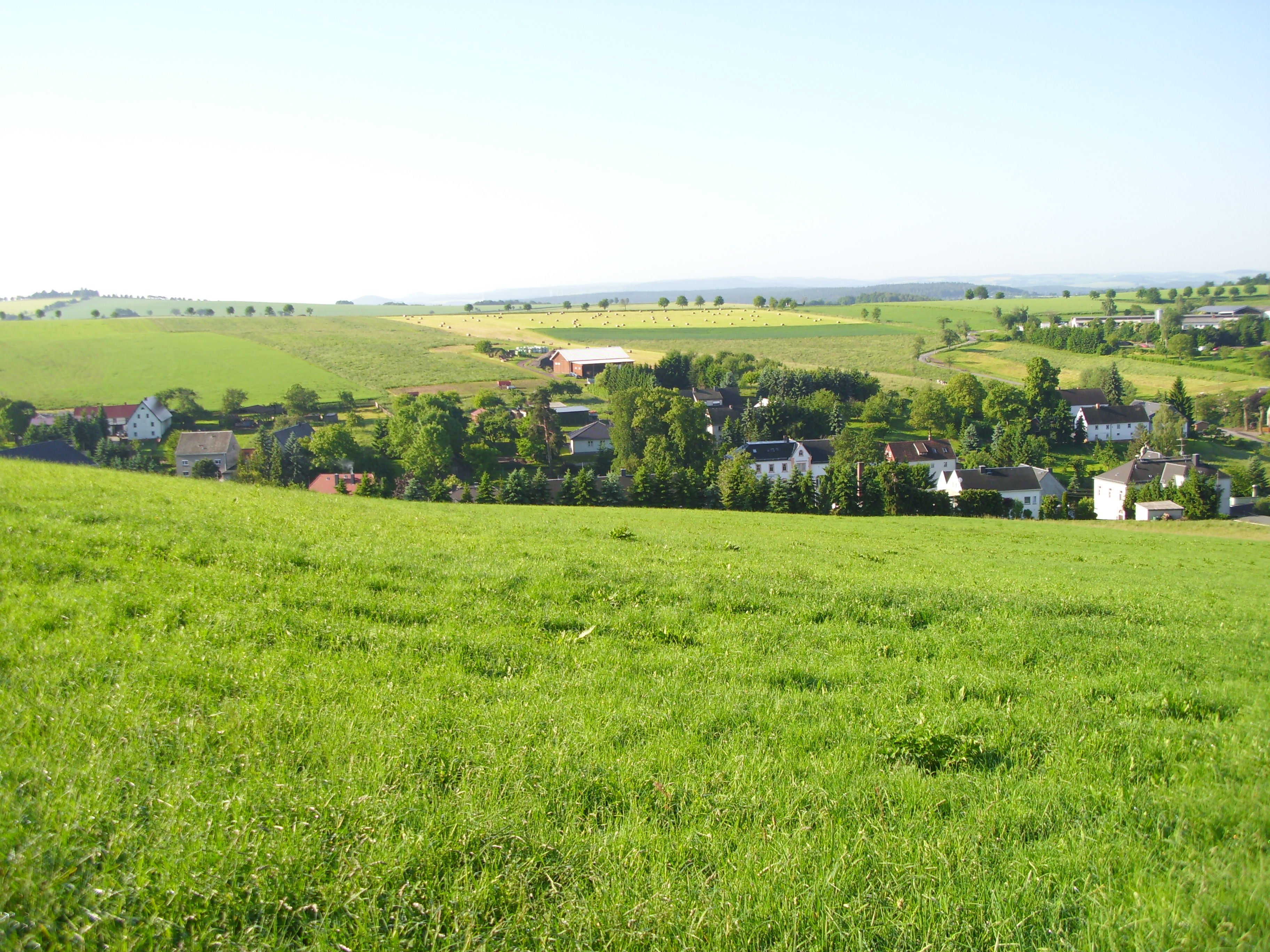
Blick auf Obernaundorf

Die erste urkundliche Erwähnung unter der Bezeichnung Nuendorph (das neue Dorf) geschah im Jahre 1235. Im Jahre 1312 findet der Ort Erwähnung in einer Urkunde zwischen den Burggrafen von Dohna und dem Klosterstift Altzella. 1649 wird erstmals der Name Obernauendorff im Kirchbuch von Rabenau erwähnt. Auf der Landkarte des Kurfürstentums Sachsen von Matthias Oeder, die zwischen 1586 und 1607 entstand, wird Obernaundorf als Naundorff im Amt Dippoldiswalde bezeichnet, der Stieglitzberg als Stiegelsberg und der Kahle Berg als Kahle-Berg werden genannt. Von 1454 bis 1569 lag die Grundherrschaft beim Rittergut Rabenau, danach war es Amtsdorf der Amtshauptmannschaft Dippoldiswalde. Bis zum Jahre 1664 vom 29 September bis zum 11.11 jeden Jahres weideten die Schafe des Kursächsischen Vorwerk Oberhäslich auf den brachliegenden Feldern des Ortes. Obernaundorf ist seit jeher nach Rabenau gepfarrt (Kirche St. Egidien). Im Jahre 1760 wird das Ortssiegel, 1840 ein Erbgericht erwähnt. Im April 1639 zündeten Schwedische Truppen den Ort an, kein Gebäude kein korn blieb von dem Feuer verschont. 1637 erkaufte des verstorbenen Rabenauer Schulmeisters Georg, Regine Hubold Witwe ein Haus im Ort. 1851 wurde am südlich oberhalb des Dorfes vorbeiführenden Marktsteig ein steinerner Wegweiser errichtet. 1887 werden an den Flurgrenzen am Marktsteig zu Rabenau und zu Wilmsdorf wie am Niederhäslicher Weg zu Niederhäslich Gemeindegrenzsteine aufgestellt. Im unteren Teil des Ortes, im Veilchental, werden im Jahre 1840 erhebliche Mengen an Vergissmeinnicht erwähnt. Die nördlich des Orts gelegene Hochebene zwischen Kahler Berg und Wachtelberg wird als auf der Hartha im 18. Jahrhundert erstmals erwähnt. Der 1840 erbaute Gasthof wurde nach einem Brand am 12. April 1898 vom Besitzer Otto Clemens Schubert neu errichtet. Am 4. September 1895 brannte das Obergeschoss der Frau Franke nieder, in welchem der Polier Garbe mit seiner Frau und dem einjährigen Kind schliefen, die den Brand nicht überlebten. Obernaundorf war Ende des 19. Jh. ein beliebter Ausflugsort der Niederhäslicher Bürger mit dem zu jener Zeit eingezäunten Freigutfeldern als Wahrzeichen des Ortes. Am untersten Ende des Ortes, am Ortseingang von Freital-Eckersdorf, stehen die 1896 und 1899 erbauten zwei Wohnhäuser. Daneben ein 1766 entstandenes Bauerngehöft, auf dessen Feld die ein Stück oberhalb an der Straße stehende Häuserreihe mit 4 Häusern am Vorholz ab 1936 entstand, nicht weit von diesen, steht die Hausruine der 1880 in einem Fichtenhochwald erbauten und 1893 erweiterten Bauernwirtschaft am Vorholzbach.
Obernaundorf gehörte bis 1843 zum Amt Dippoldiswalde, danach zum Gerichtsamt Tharandt. Ab 1875 gehört Obernaundorf zur Amtshauptmannschaft Dresden und kam 1952 zum Kreis Freital. 1974 wird Obernaundorf zur Stadt Rabenau eingemeindet. Für lokale Belange existiert seit 1990 gemäß der Sächsischen Gemeindeordnung ein Ortschaftsrat mit einem Ortsvorsteher.
Am 6. Juli 2025 entfachte gegen 10.30 Uhr ein Feldbrand zwischen dem Rabenauer Vorholz und der nordwestlichen Ortslage, Ausgelöst durch einen Stein im Schneidwerk  der Strohpresse, welcher Gegen 16.00 Uhr gelöscht werden konnte, auf circa 35 Hektar wurden die abgelegten Strohschwaden auf dem  Bereits abgeernteten Feldschlag Opfer der Flammen, 80 Einsatzkräfte darunter ein Feuerwehr Großtanklöschfahrzeug der Firma Tatra Force von der Stadt Tharandt war im Einsatz.

### Schule
Bis zum Bau der ersten Schule 1840 gingen die Obernaundorfer Kinder nach Rabenau in die Schule. 1841 erfolgte hier der erste Unterricht mit 40 Kindern. Als erster Lehrer unterrichtete Johann Gottfried Gall, ihm folgten die Lehrer, 1847 Friedrich Julius Knöbel, 1860 Moritz Theodor Louis Leupold, 1876 Alfred Edmund Rosenhauer, 1880 Gustav Heinrich Hermann Ihle, 1910 Ernst Max Klaus. Durch die ansteigende Einwohnerzahl baute man 1903 gegenüber dem Gasthof eine neue Schule, die heute als Mietshaus genutzt wird und Kulturräume bietet. Seit dem Jahre 1953 gehen die Kinder in die Schule nach Rabenau, seit 1992 nach Oelsa.

### Freigut

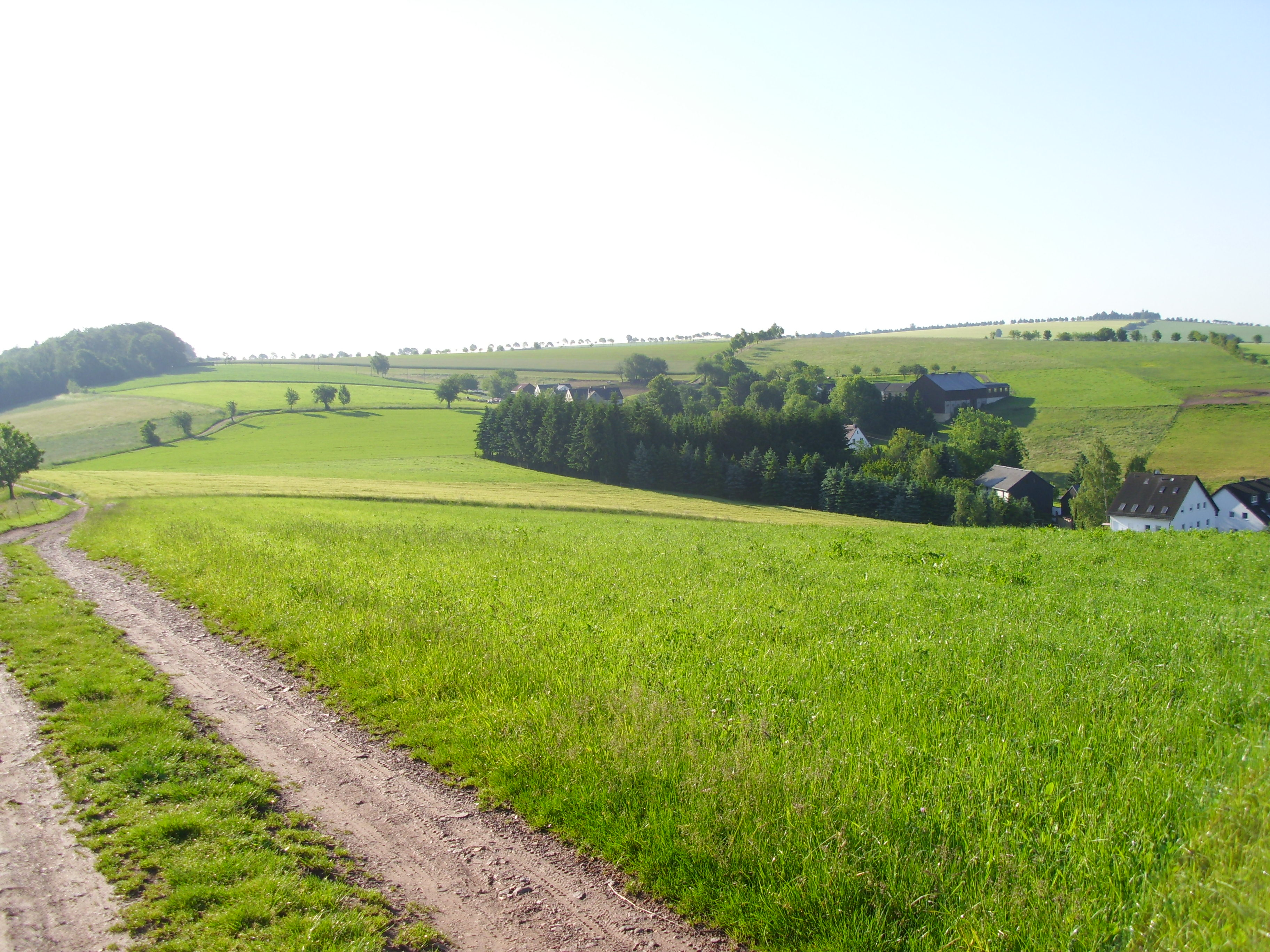
Obernaundorfer Oberdorf mit dem Freigut

Das am oberen (östlichen) Ende des Ortes gelegene Vorwerk wurde am 23. Mai 1664 als 6 Hufen Freigut, Lehngut und Schäferei des Oberhofpredigers Jacob Weller nach Ankauf und Zusammenlegung eines 2,3/4" Hufengut großen, wüsten Gutes von dem Dresdner Buchdrucker Wolff Seyfert oberhalb und dem 3,1/2 wüsten Hufengutes von dem Dresdner Kutscher Christoph Fiedler unterhalb liegend am 5 und 7 August 1633, beliehen. Am 6. Juli 1664 wird Christiane Dorothea Weller Eigentümerin.
Nach einem Brand der Scheune und dem Stallgebäude am 2. Februar 1898 gegen 18:00 Uhr mit Brandschäden am Wohnhaus wurden alle drei Gebäude ab demselben Jahr unter dem neuen Besitzer Otto Clemens Dürichen wieder aufgebaut, das Wohnhaus war bereits im Juli des Jahres, Scheune und Stall bis 1901 gänzlich wieder nutzbar. Die große Scheune, das Gerätehaus und der Kuhstall wurden nach einem erneuten Brand durch Brandstiftung vom 10. November 1930 gegen 17:15 Uhr Opfer der Flammen, 1931 sind sie wieder hergestellt. Überdauert hat beide Brände das 1853 erbaute und 1895 wie 1921 veränderte Turmuhrgebäude. 1708 ließ der Freigutbesitzer Ehrenfried Tittmann, nahe der Poisenhäuser eine Windmühle errichten, 1733 wird diese auf einer Landkarte bezeichnet, sie wurde im Siebenjährigen Krieg (1759) in Mitleidenschaft gezogen. 1710  kaufte Tittmann drei Wilmsdorfer Hofwiesen am Poisenbusch dazu. Die Bewohner der bis in das 19. Jahrhundert zum Freigut gehörenden vier (drei) Drescherhäuser wurden im Jahre 1846 von ihren Zwangsdiensten entbunden. Seit dem 18. Jahrhundert werden sie auch Poisenhäuser genannt. 1844 wurde das Dreiseitengut durch den Anbau eines neuen Wohnhauses zum Vierseitengut. Durch Blitzeinschlag brannte 1892 das große Schafstallgebäude am Feldweg ab und wurde in demselben Jahr wieder aufgebaut, dieses und die näher gegenüber dem Freigut stehende, 1874 erbaute Feldscheune sind im 20.JH abgetragen. Die Grundeigentümer in Obernaundorf und auch der Schankgutbesitzer aus Wendischcarsdorf, wurden 1839 von dem Freigut zu leistenden Frondiensten entbunden.
Als Besitzer erwähnt wurden: Im Jahre 1687 Johann Lemmel, 1701 Anne Sabine Heun, 1708 Dr. Ehrenfried Tittmann, 1718 der Rittergutbesitzer von Possendorf, Herr Hofjägermeister Carl Gottlob von Leubnitz; 1742 Johanne Sophie Leubnitz, geborene Schauroth; 1750 Johanna Caroline Tugendreich von Metzradt; 1763 Johann Männigen; 1778 Johann Christoph Günther; 1785 Christian Liebfried Richter; 1789 Heinrich Gotttlieb Neitzsch; 1795 Christiane Wilhelmine Schnerr; 1808 Johann Christoph Paritius, 1810 Christoph Ferdinand Anton von Carlowitz; 1815 Johann Carl Ferdinand Stricker; 1818 Johann Gottlieb Sahr; 1825 Ferdinand Georg Meisel; 1839 Friedrich Albert Schuhmann; 1841 Gustav Robert Klette; 1863 Friedrich Kamprad Martin Julius Voigt; 1864 Walter Julius Voigt, 1879 Carl Wilhelm Anke; 1884 der Fabrikbesitzer Karl Emil Ringk in Dresden; 1895 der Baron Louis Trützschler von Falkenstein in Lößnitz und 1897 der Kaufmann Julius Greulich in Dresden. Seit 1898 befindet es sich in Privatbesitz.

### Entwicklung der Einwohnerzahl
| - 1501: 12 Hufner, 1 Magd - 1551: 14 besessene Mann, 18 Inwohner, 1 Gärtner - 1754: 24 Häuser, 1 Windmühle, 13 ganze und 1 halbes Hufengut. - 1764: 20 Hufen besessene Mann, 1 Häusler - 1790: 13 ganze und 1 halben Hüfner, 6 Gärtner/20 Wirtschaften mit 24 (Wohngebäude) Spann, Magazin und Marschhufe nebst 30 Stk. Zugvieh und 1 Windmühle. - 1803: 157 Einwohner, 13 ganze und 1 halbes Hufengut, 9 Gärtner, 1 Freigut von 3 Hufen. - 1820: 200 Einwohner, - 1834: 228 Einwohner, 26 Häuser, 1 Freigut, 13 ganze und 1 halbes Hufengut, ein Erbgericht - 1839 1 Freigut zu 3 Hufen, 1 Gut zu 1⅜ Hufe, 1 Gut zu 1⅛ Hufe, 2 Güter zu 1½ Hufe, 6 Güter zu 1 Hufe, 3 Güter zu 3/4 Hufe, 1 Gut zu ⅛ Hufe, 1 Gut zu ½ Hufe, 3 Güter zu ¼ Hufe, 4 Gärtner, 1 Häusler. - 1845: 230 Einwohner, 1 Freigut, 1 Lehngut. - 1847: 250 Einwohner - 1871: 384 Einwohner - 1880: 466 Einwohner, 75 Wohngebäude - 1890: 444 Einwohner - 1895: 464 Einwohner, 94 Wohngebäude | - 1900: 573 Einwohner und 61 Wohngebäude - 1910: 558 Einwohner - 1925: 516 Einwohner - 1939: 313,3 ha Dorfflur - 1946: 643 Einwohner - 1950: 628 Einwohner - 1964: 525 Einwohner - 2014: 302 Einwohner |

## Naturdenkmal Wachtelberg

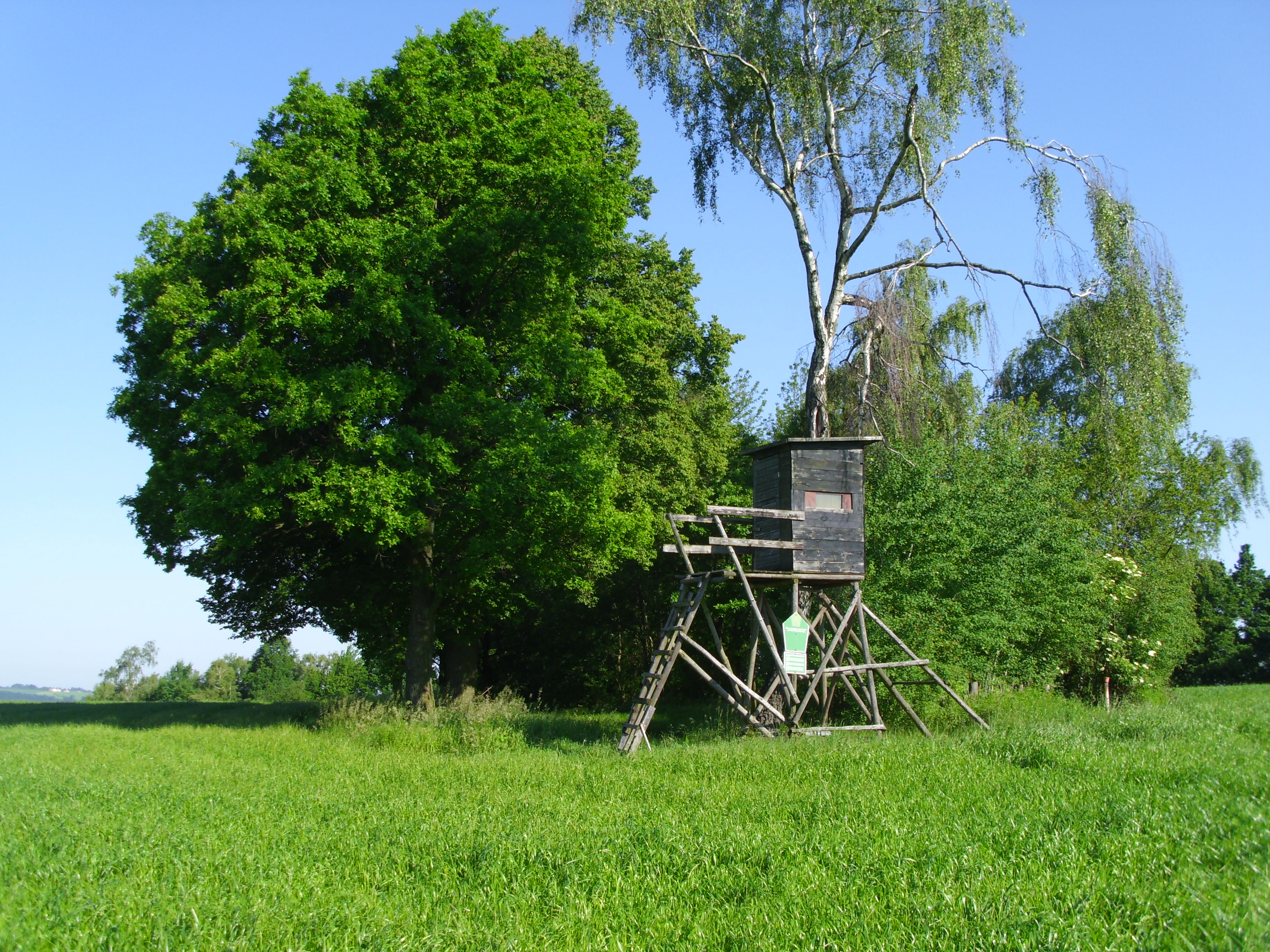
Der Wachtelberg

Auf dem plateauartigen Rücken, welcher die Unterste Grenze des Erzgebirges bildet, liegt das Naturdenkmal Wachtelberg (369,3 m über Meereshöhe) als kleine Baumreihe inmitten des Feldes. Das Quarzporphyrgestein ist hier in Bläulichweiß, Perlgrau, Lavendelblau und rötlichen Farben zu finden. Zugleich bildet es den Höchsten Punkt des Wachtelbergs.

## Wirtschaft und Verkehr
Obernaundorf war und ist stark landwirtschaftlich geprägt, im oberen Veilchental existiert heute noch die stillgelegte Mühle. Im Jahre 1845 wird ein Steinbruch erwähnt, in dem Porphyr abgebaut wurde. Es führen zwei Kreisstraßen durch den Ort: Die K 9070 von Rabenau nach Obernaundorf und die K 9015 von Freital durch den Ort nach Wilmsdorf. Die Bushaltestellen von Obernaundorf werden von der Linie 347 des Busunternehmens RVSOE angefahren.
Historische Wege:
- Der Marktsteig kommt von der Stadt Rabenau, durchquert Obernaundorf und führt durch den Poisenwald über Welschhufe, Gittersee zu den Märkten von Dresden. Auf ihm wurden seit dem 15. bis ins 19. Jahrhundert die Stuhlwaren transportiert.
- Die Großoelsaer Straße (heute Plattenweg) wurde Mitte des 19. Jahrhunderts angelegt. Heute ist die Straße gesperrt und dient ausschließlich dem Forst- und landwirtschaftlichen Verkehr.
- Die Niederhäslicher Straße ist einer der ältesten Wege im Ort. Sie beginnt gegenüber dem Freigut und mündet außerhalb von Niederhäslich auf einem von Wilmsdorf kommenden alten Weg, heute ist dies ein Feldweg.
- Der Schweinsdorfer Weg beginnt an der alten Schule gegenüber der Großoelsaer Straße.
- Der Kirchsteig beginnt im Veilchental und mündet auf die Obernaundorfer Straße (K 9070) in Rabenau. Hier war der obere Hauptverkehrsweg, um nach Rabenau zu gelangen, da es keine Verbindung außer Feldwegen zum Marktsteig gab. Der heutige Verkehrsweg über die K 9070 wurde 1890 genehmigt und 1893 angelegt.
- Ein zweiter Verbindungsweg nach Rabenau verläuft am unteren Ende des Veilchentals über eine Brücke zur Rabenauer Höhe. Der Weg kann nur benutzt werden, wenn die Wiesen nicht beweidet werden.
- Die Straße durch das Veilchental, die denselben Namen trägt, wurde früher als Tharandter Wege bezeichnet.

### Persönlichkeiten
- Sächsischer Oberhofprediger D. Jacob Weller (* 5. Dezember 1602 in Markneukirchen; † 6. August 1664 in Dresden), Freigutlehnbesitzer, Kirchenrat
- Baron Louis von Trützschler - Falkenstein (Sächsisch/Preußischer Adel), Freigutbesitzer und Villabesitzer in Radebeul
- Arthur Moritz (1893–1959), Lehrer und Maler
- Hofjägermeister Carl Gottlob von Leubnitz (* 12. August 1667 in Friedersdorf; † 14. April 1741 in Dresden), Freigutbesitzer im Jahre 1720
- Clemens Otto Dürichen (* 28. Februar 1861 in Zscheila; † 16. Oktober 1907 in Dresden), Kesselschmied, Produkthändler, Freigutbesitzer und Privatmann